# Zofia (księżna pomorska)
Zofia (ur. ok. 1434, zm. ok. 24 sierpnia 1497 w Słupsku) – córka Bogusława IX, księcia stargardzkiego i słupskiego oraz Marii mazowieckiej, córki Siemowita IV księcia na Rawie, Płocku, Sochaczewie, Gostyninie, Płońsku i Wiźnie oraz Aleksandry Olgierdówny. Żona Eryka II, księcia wołogoskiego, słupskiego i szczecińskiego.

## Książęcy ślub
W roku 1451 Eryk I Pomorski doprowadził do zawarcia małżeństwa między Zofią a synem księcia wołogoskiego Warcisława IX, Erykiem II, który przez całe lata przebywał u niego na zamku w Darłowie. W chwili ślubu Zofia miała 16 lat, a jej małżonek Eryk II 27.
Kronikarz pomorski Tomasz Kantzow w swej „Pomeranii” napisał:

Książę Warcisław (IX) Starszy wołogoski zmiarkował tymczasem, iż król Eryk rodu żadnego nie ma na Pomorzu, krom jednej jedynej panny o imieniu Zofia, córki świętej pamięci Bogusława (IX). Zamyślił tedy – jako że on i książę Otto (III) szczeciński najbliższymi byli krewnymi i dziedzicami ziemi pomorskiej po śmierci króla – iżby siebie oraz swoje dzieci zbliżyć do Pomorzan, toteż ułożył się z królem i dał tęże pannę synowi swojemu Erykowi za żonę, ażeby nie rozdzielać ziemi i pieniędzy, albowiem panna owa dziedziczką była gotowizny króla, a książę Warcisław oraz jego dzieci po śmierci króla dziedziczyli ziemię.

Po ślubie małżonkowie żyli zgodnie. Zofia razem z mężem przebywała na zamku na wyspie Wolin, gdzie Eryk II urządził sobie swoją książęcą siedzibę.

## Życiowe zakręty
Z czasem pożycie małżeńskie Zofii i Eryka zaczęło się psuć. Według kronikarza Tomasza Kantzowa przyczyną była znaczna różnica wieku i trudny charakter obu małżonków. Na te nieporozumienia złożył się też zmienny charakter Eryka II, który raz popierał stronę polską w wojnie trzynastoletniej, by za chwilę przejść na stronę krzyżaków, co potępiała jego małżonka. Zofia od dzieciństwa miała wielkie aspiracje. Jej ojciec zamierzał przejąć trzy korony skandynawskie po stryju, królu Eryku I, który mu to obiecał. Król Eryk I, będąc już w Darłowie, swatał Zofię z polskim królewiczem Kazimierzem Jagiellończykiem. Do ślubu nie doszło ze względu na bliskie pokrewieństwo z Jagiellonami. Zofia i Kazimierz mieli wspólną przodkinię, matkę Władysława Jagiełły, Juliannę Twerską. Zofia pięknie mówiła po polsku, bo tej mowy nauczyła jej matka. W małżeństwie z Erykiem II przeważała nad nim niezależnością finansową, ze względu na posiadane skarby po Eryku I. Wszystko to wraz trudami rządzenia księstwem mogło się składać się na problemy w życiu małżeńskim.

## W poselstwie
Podczas wojny trzynastoletniej pomiędzy Polską a państwem krzyżackim Eryk II, balansując pomiędzy wpływami Meklemburgii i Brandenburgii, opowiedział się po stronie krzyżackiej, oczekując korzyści politycznych dla swojego księstwa, popadł w niełaskę Kazimierza Jagiellończyka. Król Polski przy pomocy zastępu rycerzy oraz Tatarów najechał w odwecie ziemie Eryka II.
Wówczas Eryk II ubłagał Zofię, by ta udała się z poselstwem i w dniu 22 września 1461 roku do obozu króla polskiego pod Chojnicami.
Dzięki swej dyplomacji i urokowi osobistemu zdołała wyjednać dla swego męża królewskie przebaczenie. Piękna księżna wyznała królowi, że „mąż jej Eryk, książę szczeciński, ciężką bardzo wiarołomstwa winą przeciw królowi i królestwu zgrzeszył, że ona sama brzydząc się takim odstępstwem, od dawna z mężem nie dzieliła łoża, owszem przyprowadziwszy synów przed oblicze ojca, błagała go, aby ich pozabijał, iżby kiedyś nie byli u ludzi przedmiotem urągowiska”. Prosiła też, „aby król z wielkiej łaski i dobroci swojej nie tak książęciu Erykowi jako jej samej i synom z jej krwi zrodzonym raczył być miłosierny, przebaczył mu wiarołomstwo i odpuścił winę”.
Zofia tak potrafiła przypodobać się królowi, tak pięknie umiała prawić komplementy, że Jagiellończyk – oczarowany urodą i wdziękiem pomorskiej księżnej – dał się przebłagać i wybaczył wiarołomstwo jej mężowi. Kazimierz Jagiellończyk miał podobno wówczas żałować, że się nie ożenił z księżniczką Zofią, która oprócz piękności i mądrości, posiadała bogate skarby swego stryja, króla Danii, a wraz z jej ręką król odziedziczyłby część Pomorza.
Łaska króla wyjednana dla Eryka przez Zofię nie zbliżyła jednak do siebie małżonków. Zofia, niegdyś bogato obdarowana przez króla Eryka I, miała finansową przewagę nad swym mężem i dawała mu to odczuć.
Podobnego posłowania doczekała się Zofia w roku 1467. Doszło w tym czasie do wojny między elektorem brandenburskim a księciem Erykiem II. Eryk zabiegał o pośrednictwo w sprawie zażegnania konfliktu u króla polskiego. Oczywiście najlepszym posłannikiem do króla była jego małżonka Zofia. 19 sierpnia 1467 roku przebywała w Gdańsku. Ponownie powołując się na pokrewieństwo z królem, Zofia prosiła o pomoc dla swego męża. Odpowiedź Kazimierza Jagiellończyka była tym razem mało obiecująca, ale Polacy przyrzekli wysłać poselstwo do elektora i pośredniczyć w rozwiązaniu konfliktu. I dotrzymali słowa. Przy pomocy posłów polskich, z którymi elektor musiał się liczyć, przedłużono rozejm.

## Separacja
Stosunki między Zofią i jej małżonkiem Erykiem II psuły się z roku na rok, aż wreszcie doszło do separacji. T. Kantzow wspomina, że rozdźwięki spowodowane były odmową Zofii wydania mężowi na cele wojenne bogatego skarbu po królu Eryku I. Doszło do tego, że Zofia zabrała dzieci, z wyjątkiem Warcisława, przeniosła się do Darłowa i tam z dala od męża rządziła prawie udzielnie przy pomocy swego marszałka dworu, von Massowa.
W czasie wojny z Brandenburgią o Księstwo Szczecińskie Zofia dała na przechowanie część swych cennych klejnotów zakonowi kaznodziejskiemu dominikanów w Słupsku, aby na wypadek jej śmierci, czy też męża, zakonnicy odprawili w ich intencji msze. Piękna Zofia w czasie toczącej się wojny z Brandenburgią kilkakroć wyprawiała się do króla Kazimierza Jagiellończyka, do Gdańska i Oliwy. Bywała także w Wołogoszczy (1472).

## Krzywdzące legendy
Fakty wynikające z korespondencji między małżonkami każą odrzucić wersję, według której w ostatnich latach księcia nie było między Erykiem a Zofią żadnych kontaktów i że panowała między nimi nienawiść, która przeniosła się na dzieci. Teza ta jest wytworem fantazji i nieuzasadnionym opowieściom, które wszystko zło przypisywały księżnej.
Posądzano ją o otrucie synów z wyjątkiem Bogusława X, którego w porę ostrzeżono przed zjedzeniem zatrutego chleba. Faktycznie zaś trzej synowie padli ofiarą zarazy panującej na Pomorzu. Rzekomo nie zajmowała się młodym Bogusławem, którego przygarnął chłop z Łącka – Hans Lange (Jan Długi).
W całej tej legendzie winną doli Bogusława miała być jego matka. Nawet śmierć księcia Eryka, który padł przecież ofiarą zarazy, w opowiadaniach ludowych przekazana jest fałszywie. Twierdzono, że książę marniał z dnia na dzień z powodu kłopotów spowodowanych m.in. nieszczęśliwym pożyciem z żoną, aż wreszcie zakończył burzliwy i pełen niepowodzeń żywot. Tego samego lata poszedł w jego ślady syn Kazimierz, który zmarł na zamku w Darłowie.

## Matka wielkiego księcia
Zofia była mądrą kobietą i zabiegała o zabezpieczenie na przyszłość swego syna Bogusława, dlatego nigdy całkowicie nie zrywała kontaktów z mężem. Dbała o dobro ziem pomorskich i z tej racji starała się wyjednać u króla polskiego poparcie dla Eryka. Bogusław X, w dwa lata po śmierci ojca został przedstawiony przez matkę Zofię królowi polskiemu Kazimierzowi Jagiellończykowi, który wówczas jeszcze nie sądził, chyba że ów młodzieniec zostanie jego zięciem. Król Polski łaskawie obdarował Bogusława cennymi darami i w Malborku pasował go na rycerza.
5 lipca 1474 roku zmarł książę Eryk II, a władzę po nim objął Bogusław X, prawdopodobnie wespół z młodszym bratem Kazimierzem VI (do jego śmierci we wrześniu 1474). W roku 1474 odbył się w Stargardzie zjazd stanów pomorskich. Zofia wystąpiła u boku swego syna Bogusława X. Na owym zjeździe Zofia zrzekła się swych praw do Pomorza na rzecz najstarszego syna i uzgodniła z nim sprawę poważnych dochodów, które od roku 1464 należały wyłącznie do niej. Bogusław X i Zofia przyjęli razem hołd od kilku miast.
W maju 1475 roku Bogusław X powrócił do Darłowa po to, by uzgodnić z matką Zofią swoją politykę wobec Brandenburgii. Syn wysoce sobie cenił zdanie matki. Zofia zawsze działała na rzecz zbliżenia polsko-pomorskiego. Propolska polityka księżnej i jej syna znajdowała uznanie wśród szlachty pomorskiej, wówczas jeszcze częściowo słowiańskiej. Ale Marchia Brandenburska uzyskała poparcie cesarza Fryderyka III. Do niego więc skierowała swoją prośbę księżna Zofia, która w liście z dnia 10 czerwca 1475 roku błagała cesarza, aby po zgonie jej męża chronił ją i jej syna. List, zdaje się niewiele pomógł, jednakże powstrzymał przygotowania do wojny ze strony Hohenzollernów.
Od 1475 roku miasto Słupsk wraz z zamkiem, młynem i Starym Miastem należało do księżnej Zofii i jakkolwiek w 1483 roku zostało jej przez syna odebrane, to od 1485 roku było stałym miejscem jej zamieszkania. Uposażenie księżnej stanowiły, na mocy zawartego wówczas porozumienia z synem, m.in. dochody ze słupskich młynów, prawo do gościny (tzw. stanu) w miejscowym probostwie oraz lenno kościelne na Starym Mieście i we wsi Zagórzyca.

## Trudne relacje z synem
Przebywając w Słupsku księżna Zofia mieszkała prawdopodobnie w starym drewnianym dworze, znajdującym się w książęcej domenie w południowej części miasta. W latach 80. XV wieku stosunki między Bogusławem X a jego matką z różnych powodów nie układały się najlepiej. Księżna bez wiedzy syna wydzierżawiała majątki książęce i osiągała z nich zyski. Zwlekała z przekazaniem do dyspozycji syna skarbu po królu Eryku I i zamku darłowskiego wraz z jego posiadłościami.
Wszystko to drażniło Bogusława, który miał tak samo trudny charakter jak Zofia. Do porozumienia z matką doszło w roku 1483. Dokumenty mówią, że księżna zrzekła się na rzecz syna wszelkich pretensji do ziem pomorskich w zamian za dożywocie, w wysokości 1000 guldenów rocznej pensji, zamek i miasto Uznam oraz nowo wybudowany dom w Wolinie.
W ręce Bogusława X przeszedł zamek darłowski wraz z jego dochodami. W kilka miesięcy po układzie, nie wiadomo z czyjej winy, doszło do nowych nieporozumień. Księżna szukała pomocy w sporze z synem poza granicami księstwa. W tej sprawie przebywała w sierpniu 1483 roku w Malborku, a potem w Gdańsku, gdzie zabiegała o interwencję u króla Kazimierza Jagiellończyka, na życzliwości którego zależało Bogusławowi szczególnie.
Prośby nie pozostały bez skutku, skoro król własne sumy (1000 złotych polskich), należne mu od gdańszczan polecił przesłać księżnej Zofii. Księżna pozostała w Gdańsku, gdzie po zastawieniu kosztowności wynajęła z pomocą króla Kazimierza obszerne mieszkanie. W mieście nad Motławą przebywała Zofia kilka lat, ciesząc się życzliwością burmistrza Jerzego Bocka.
Król polski żywo interesował się sprawami księżnej Zofii i wysyłał swego posła, proboszcza włocławskiego Mikołaja Kotzeke, by pogodził matkę z synem. Gdańszczanie zaś na polecenie królewskie skierowali do dyspozycji księżnej dwóch rajców, którzy mieli czuwać nad jej interesami. Bogusław X żądał powrotu matki na Pomorze oraz wydania mu klejnotów po ojcu.
Na skargi matki, że żyje w biedzie, książę zawsze odpowiadał, że zaopatrzy ją we wszystko, jeśli powróci do kraju. Układy między matką a synem trwały dość długo, aż wreszcie doszło do porozumienia podpisanego w Słupsku 29 czerwca 1485 roku. Na mocy tego porozumienia Zofia nie tylko otrzymała dawniej już przyrzeczone, a prawdopodobnie nie wypłacane 1000 guldenów rocznej pensji, ale nadto wolne połowy na jeziorach Łebsko, Gardno i Dołgie oraz 500 grzywien z wójtostwa lęborskiego. Ostatecznie spór zakończył się sukcesem Zofii.

## Rodzina
Zofia była żoną Eryka II. Z mężem miała kilkanaścioro dzieci:
- Bogusława X Wielkiego (ur. 28 lub 29 maja 1454, zm. 5 października 1523) – księcia pomorskiego,
- Kazimierza VI (ur. najwcz. 1455, zm. w okr. 8–15 września 1474) – księcia pomorskiego,
- Elżbietę (I) (ur. ?, zm. 1463) – narzeczoną Jana V, księcia sasko-lauenburskiego,
- Zofię (ur. ok. 1462, zm. 26 (25?) kwietnia 1504) – narzeczoną Jana VI i żonę Magnusa II, synów Henryka IV Grubego, księcia meklemburskiego na Schwerinie,
- Elżbietę (II) (ur. 1463, zm. 1516) – ksienię klasztoru w Krumminie i przełożoną klasztoru benedyktynek w Verchen,
- Warcisława XI (ur. po 1465, zm. zap. 1474),
- Barnima (IX) (ur. po 1465, zm. 1474),
- NN, synów – zapewne zmarłych w młodym wieku,
- NN, córkę (ur. ?, zm. ?),
- Małgorzatę (ur. najp. 1470, zm. 27 marca 1526) – żonę Baltazara, księcia meklemburskiego na Schwerinie,
- Katarzynę (ur. 1470, zm. 1526) – żonę Henryka I, księcia brunszwicko-lüneburskiego i brunszwickiego na Wolfenbüttel,
- Marię (ur. przed 5 lipca 1474, zm. 1512) – ksienię klasztoru cysterek w Wolinie[4].

### Genealogia
| Bogusław VIII ur. w okr. 1363–1364 najp. 1368 zm. 11 II 1418 | Bogusław VIII ur. w okr. 1363–1364 najp. 1368 zm. 11 II 1418 |                                           |                                           | Zofia holsztyńska ur. po 1360, najwcz. ok. 1370 zm. 24 IX 1448 | Zofia holsztyńska ur. po 1360, najwcz. ok. 1370 zm. 24 IX 1448 |  |  | Siemowit IV ur. ok. 1352 zm. I 1426 | Siemowit IV ur. ok. 1352 zm. I 1426 |                                                            |                                                            | Aleksandra ur. w okr. 1368–1370 zm. 19 VI 1434 | Aleksandra ur. w okr. 1368–1370 zm. 19 VI 1434 |
|                                                              |                                                              |                                           |                                           |                                                                |                                                                |  |  |                                     |                                     |                                                            |                                                            |                                                |                                                |
|                                                              |                                                              |                                           |                                           |                                                                |                                                                |  |  |                                     |                                     |                                                            |                                                            |                                                |                                                |
|                                                              |                                                              | Bogusław IX ur. najp. 1405 zm. 7 XII 1446 | Bogusław IX ur. najp. 1405 zm. 7 XII 1446 |                                                                |                                                                |  |  |                                     |                                     | Maria mazowiecka ur. najp. w okr. 1412–1415 zm. 18 II 1454 | Maria mazowiecka ur. najp. w okr. 1412–1415 zm. 18 II 1454 |                                                |                                                |
|                                                              |                                                              |                                           |                                           |                                                                |                                                                |  |  |                                     |                                     |                                                            |                                                            |                                                |                                                |
|                                                              |                                                              |                                           |                                           |                                                                |                                                                |  |  |                                     |                                     |                                                            |                                                            |                                                |                                                |
|                                                              |                                                              |                                           |                                           |                                                                |                                                                |  |  |                                     |                                     |                                                            |                                                            |                                                |                                                |

|                                                     |                                                     | Eryk II ur. w okr. 1418–1425 lub poźn. zm. 5 VII 1474 OO po 11 XI 1451 | Eryk II ur. w okr. 1418–1425 lub poźn. zm. 5 VII 1474 OO po 11 XI 1451 | Zofia (ur. ok. 1434, zm. ok. 24 VIII 1497) | Zofia (ur. ok. 1434, zm. ok. 24 VIII 1497) |                                         |                                         |                                           |                                           |
|                                                     |                                                     |                                                                        |                                                                        |                                            |                                            |                                         |                                         |                                           |                                           |
|                                                     |                                                     |                                                                        |                                                                        |                                            |                                            |                                         |                                         |                                           |                                           |
|                                                     |                                                     |                                                                        |                                                                        |                                            |                                            |                                         |                                         |                                           |                                           |
| Bogusław X Wielki ur. 28 lub 29 V 1454 zm. 5 X 1523 | Bogusław X Wielki ur. 28 lub 29 V 1454 zm. 5 X 1523 | Kazimierz VI ur. najwcz. 1455 zm. w okr. 8–15 IX 1474                  | Kazimierz VI ur. najwcz. 1455 zm. w okr. 8–15 IX 1474                  | Elżbieta ur. ? zm. 1463                    | Elżbieta ur. ? zm. 1463                    | Zofia ur. ok. 1462 zm. 26 (25?) IV 1504 | Zofia ur. ok. 1462 zm. 26 (25?) IV 1504 | Elżbieta (II) ur. 1463 zm. 1516           | Elżbieta (II) ur. 1463 zm. 1516           |
|                                                     |                                                     |                                                                        |                                                                        |                                            |                                            |                                         |                                         |                                           |                                           |
| Warcisław XI ur. po 1465 zm. zap. 1474              | Warcisław XI ur. po 1465 zm. zap. 1474              | Barnim (IX) ur. po 1465 zm. 1474                                       | Barnim (IX) ur. po 1465 zm. 1474                                       | NN, synowie (zmarli w młodym wieku)        | NN, synowie (zmarli w młodym wieku)        | NN, córka ur. ? zm. ?                   | NN, córka ur. ? zm. ?                   | Małgorzata ur. najp. 1470 zm. 27 III 1526 | Małgorzata ur. najp. 1470 zm. 27 III 1526 |
|                                                     |                                                     |                                                                        |                                                                        |                                            |                                            |                                         |                                         |                                           |                                           |
| Katarzyna ur. 1470 zm. 1526                         | Katarzyna ur. 1470 zm. 1526                         | Maria ur. przed 5 VII 1474 zm. 1512                                    | Maria ur. przed 5 VII 1474 zm. 1512                                    |                                            |                                            |                                         |                                         |                                           |                                           |

## Śmierć

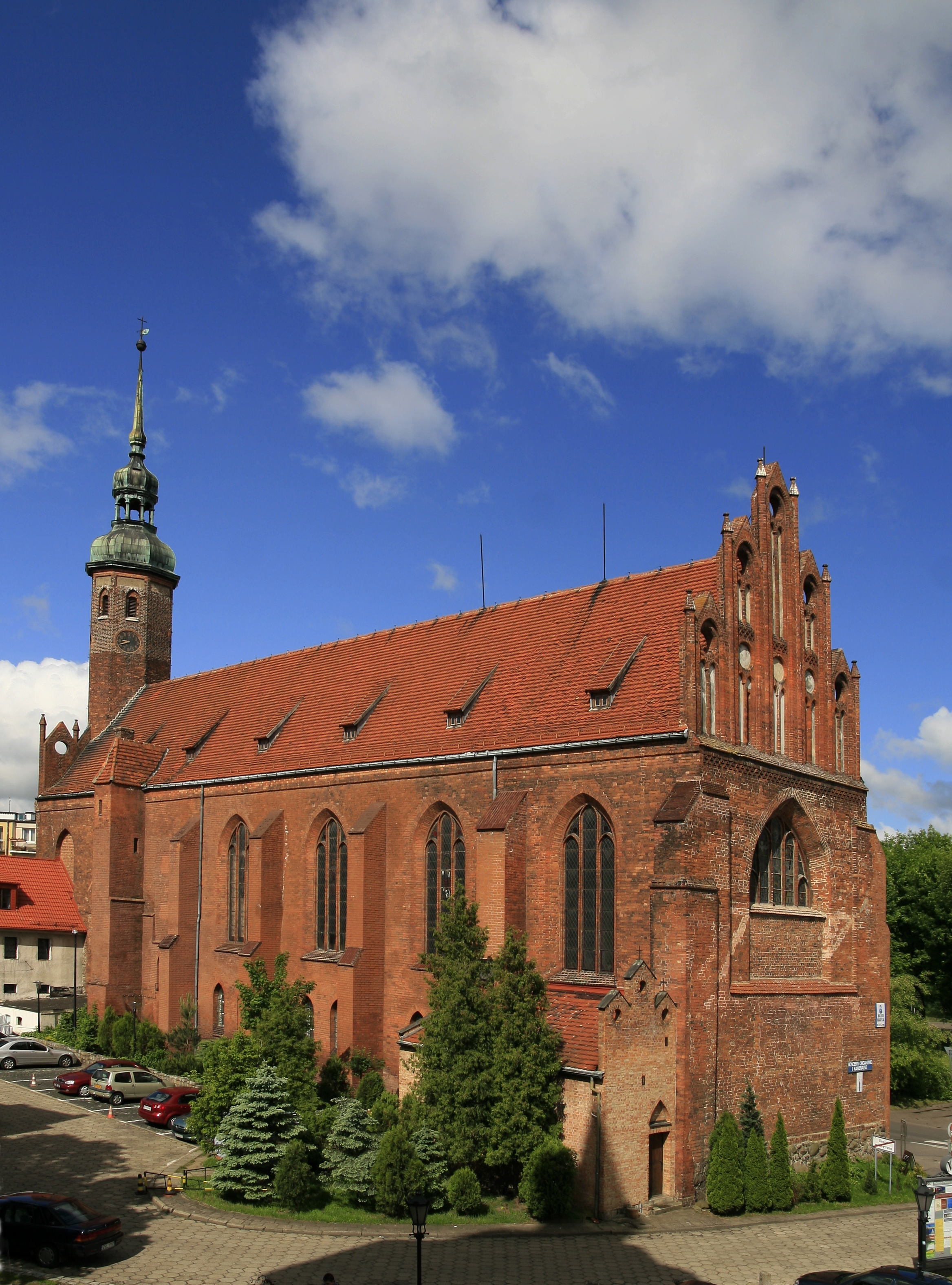
Kościół św. Jacka w Słupsku – miejsce pochówku Zofii

Księżna Zofia zmarła w dniu 24 sierpnia 1497 roku w Słupsku. Na wieść o jej śmierci przybyła do Słupska jej synowa, księżna Anna Jagiellonka. Zajęła się przygotowaniem pogrzebu, który miał miejsce w dniu 28 sierpnia. Pochowano księżną Zofię, w miejscowym kościele dominikanów (obecnie św. Jacka). Nie było czasu na przygotowanie sarkofagu, można dlatego domniemywać, że księżną pochowano w zwykłej drewnianej trumnie. Gdzie znajduje się jej grób nie wiadomo. Być może, że jest pochowana w pobliżu dawnego grobu swej matki Marii.
Po uroczystościach pogrzebowych księżna Anna zarządziła dokonanie inwentaryzacji rzeczy i kosztowności po zmarłej teściowej. Odebrała też resztki skarbu zdeponowanego w klasztorze dominikanów. Przez umyślnego posłańca Szymona Bruna kosztowności ks. Zofii wysłała do Wenecji, gdzie miał zakończyć swą podróż do Ziemi Świętej ks. Bogusław X. Złożyła też godny datek dominikanom, aby co roku w rocznicę śmierci księżnej Zofii odprawiali mszę żałobną za jej duszę.
Wiadomość o śmierci matki – Bogusław X otrzymał 18 listopada 1497 roku w chwili, kiedy jego statek, który wiózł go z Ziemi Świętej dotarł do Wenecji. Dysponując kosztownościami matki, książę zamówił na dzień 22 listopada uroczystą mszę za duszę zmarłej w kościele św. Marka. Brało w niej udział z polecenia doży weneckiego ośmiu przedstawicieli Siniorii i cała drużyna księcia Bogusława X. Po mszy książę wydał ucztę dla uczestników mszy. Otrzymane wsparcie finansowe po zmarłej matce pozwoliło mu kontynuować dalszą podróż do Rzymu, do papieża Aleksandra VI i na dwór cesarza Maksymiliana.
Zofia przeszła do historii jako piękna, mądra i niezależna księżna. Miała talenty dyplomatyczne, czuła się związaną z Polską, dlatego sprzyjała zbliżeniu Pomorza z Polską.